# Diócesis de Passau
La diócesis de Passau (en latín: Dioecesis Passaviensis y en alemán: Bistum Passau) es una circunscripción eclesiástica de la Iglesia católica en Alemania. Se trata de una diócesis latina, sufragánea de la arquidiócesis de Múnich y Frisinga. Desde el 4 de abril de 2014 su obispo es Stefan Oster, de la Pía Sociedad de San Francisco de Sales.

## Territorio y organización

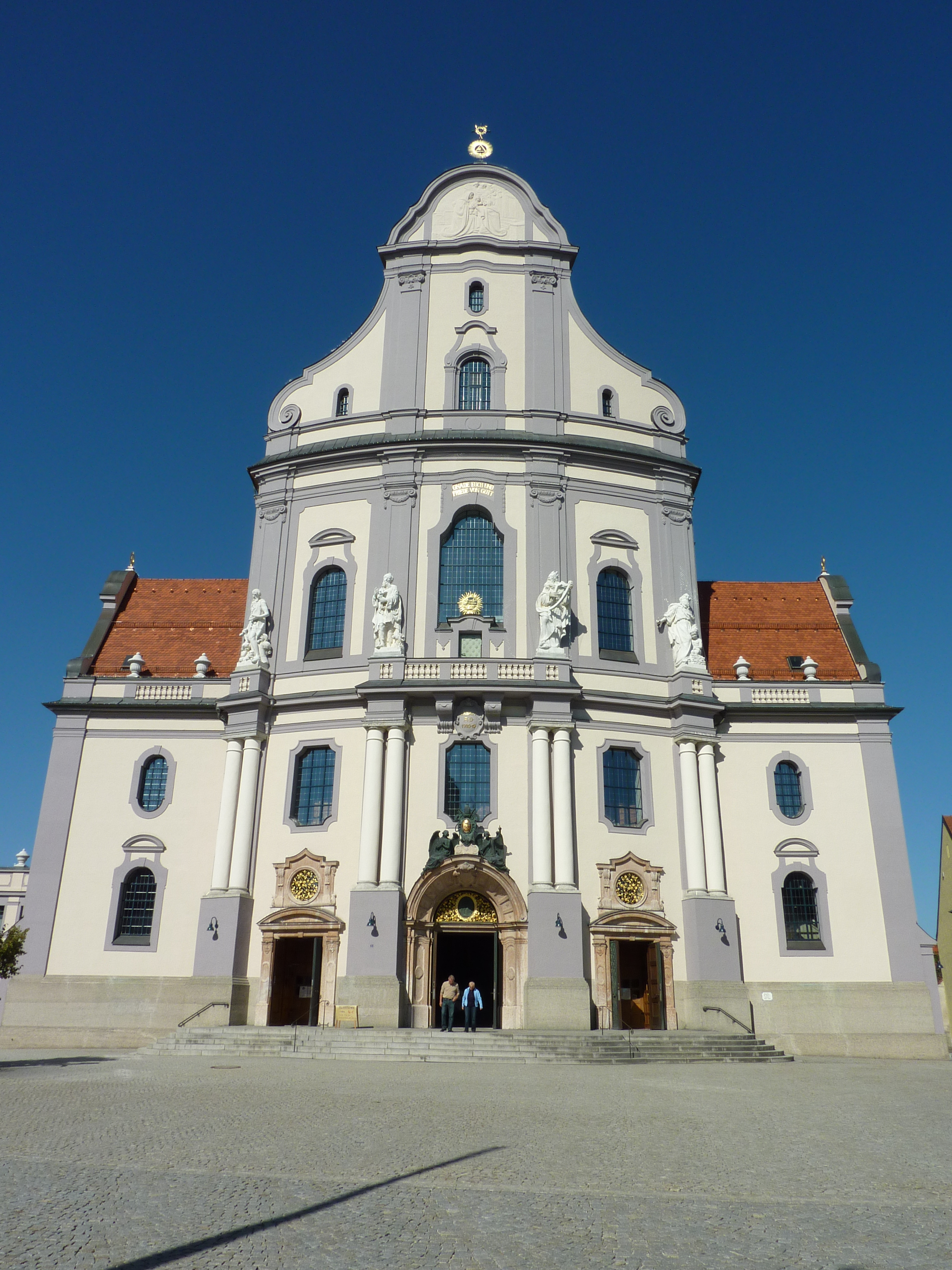
Basílica de Santa Ana, en Altötting

La diócesis tiene 5442 km² y extiende su jurisdicción sobre los fieles católicos de rito latino residentes en la parte sudoriental del estado de Baviera.

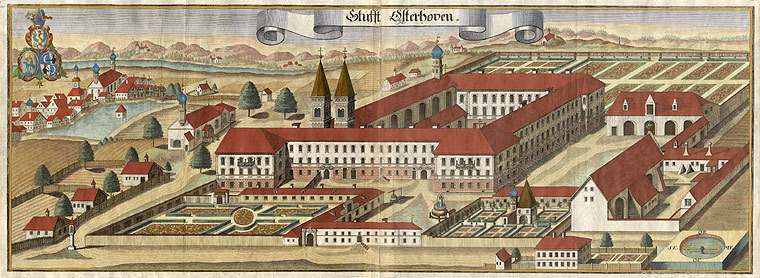
Abadía de Osterhofen con la basílica de Santa Margarita

La sede de la diócesis se encuentra en la ciudad de Passau, en donde se halla la Catedral de San Esteban. Existen también 3 basílicas menores: la de Santa Ana, en Altötting; la de Santa Margarita, en Osterhofen; y la de San Mauricio y San Nicolás, en Niederalteich.

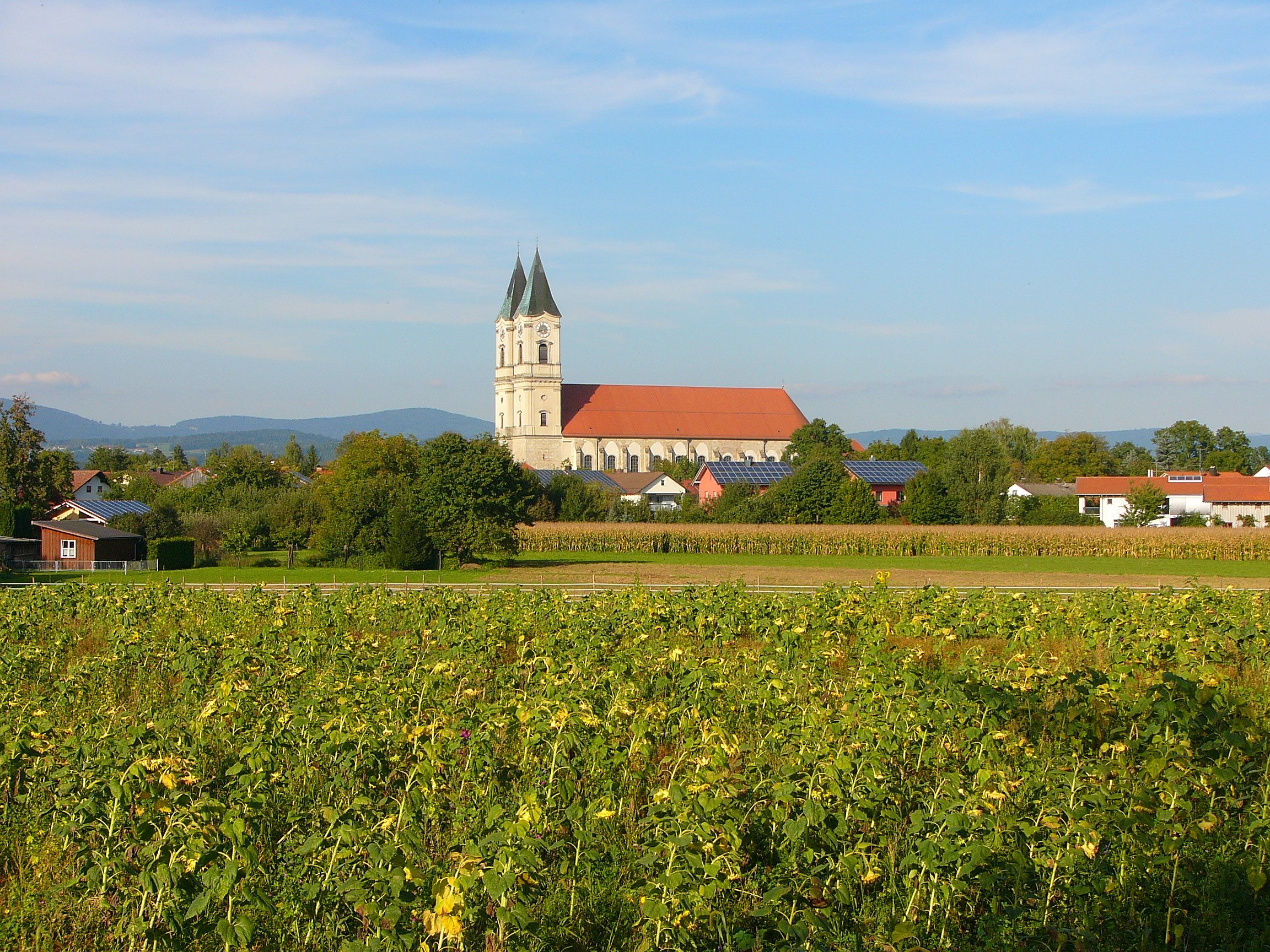
Basílica de San Mauricio y San Nicolás, en Niederalteich

En 2023 en la diócesis existían 285 parroquias agrupadas en 10 decanatos desde 2010: Altötting, Freyung-Grafenau, Hauzenberg, Osterhofen, Passau, Pfarrkirchen, Pocking, Regen, Simbach y Vilshofen.

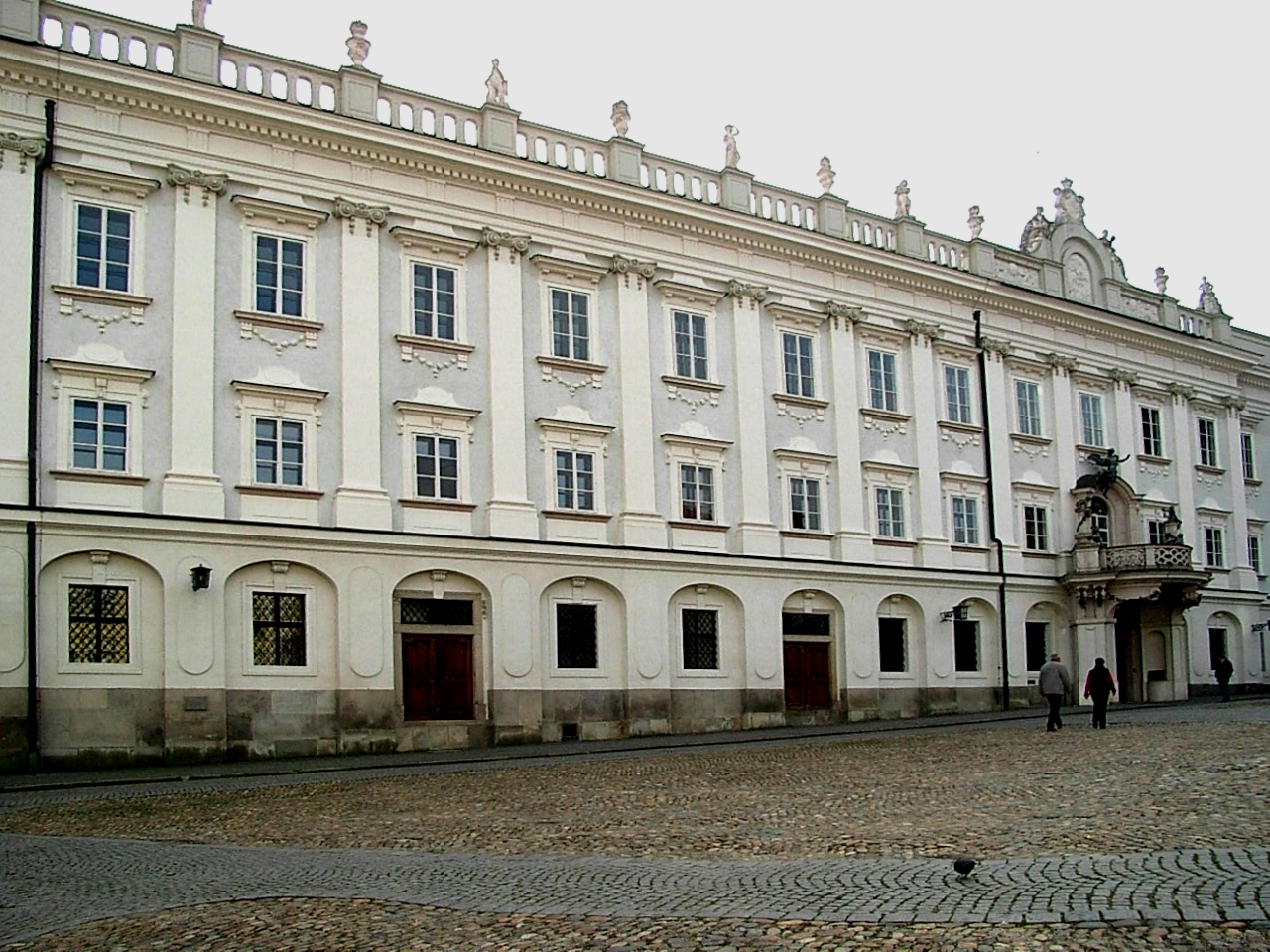
Actual residencia episcopal en Passau

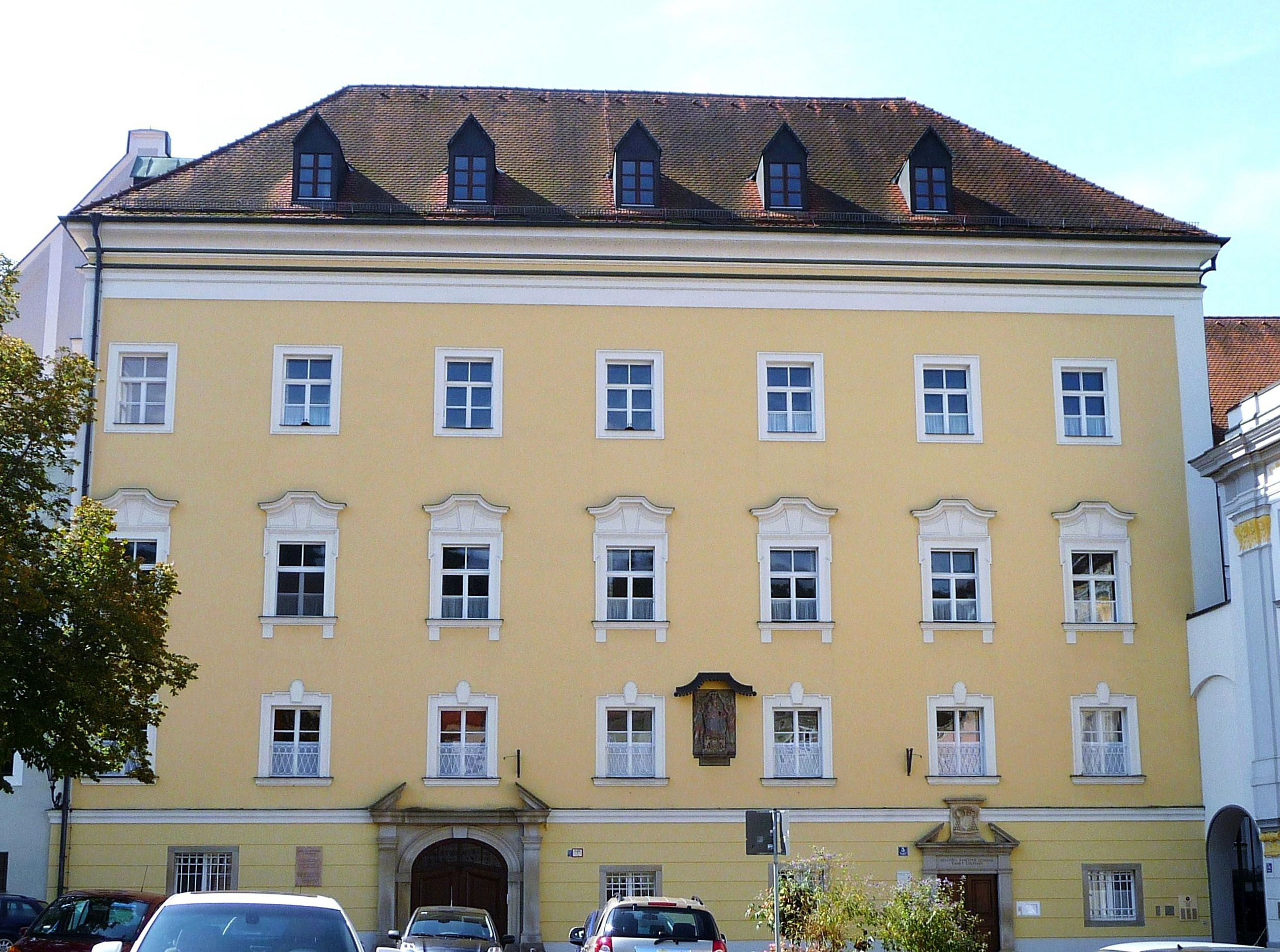
Seminario mayor en Passau

## Historia

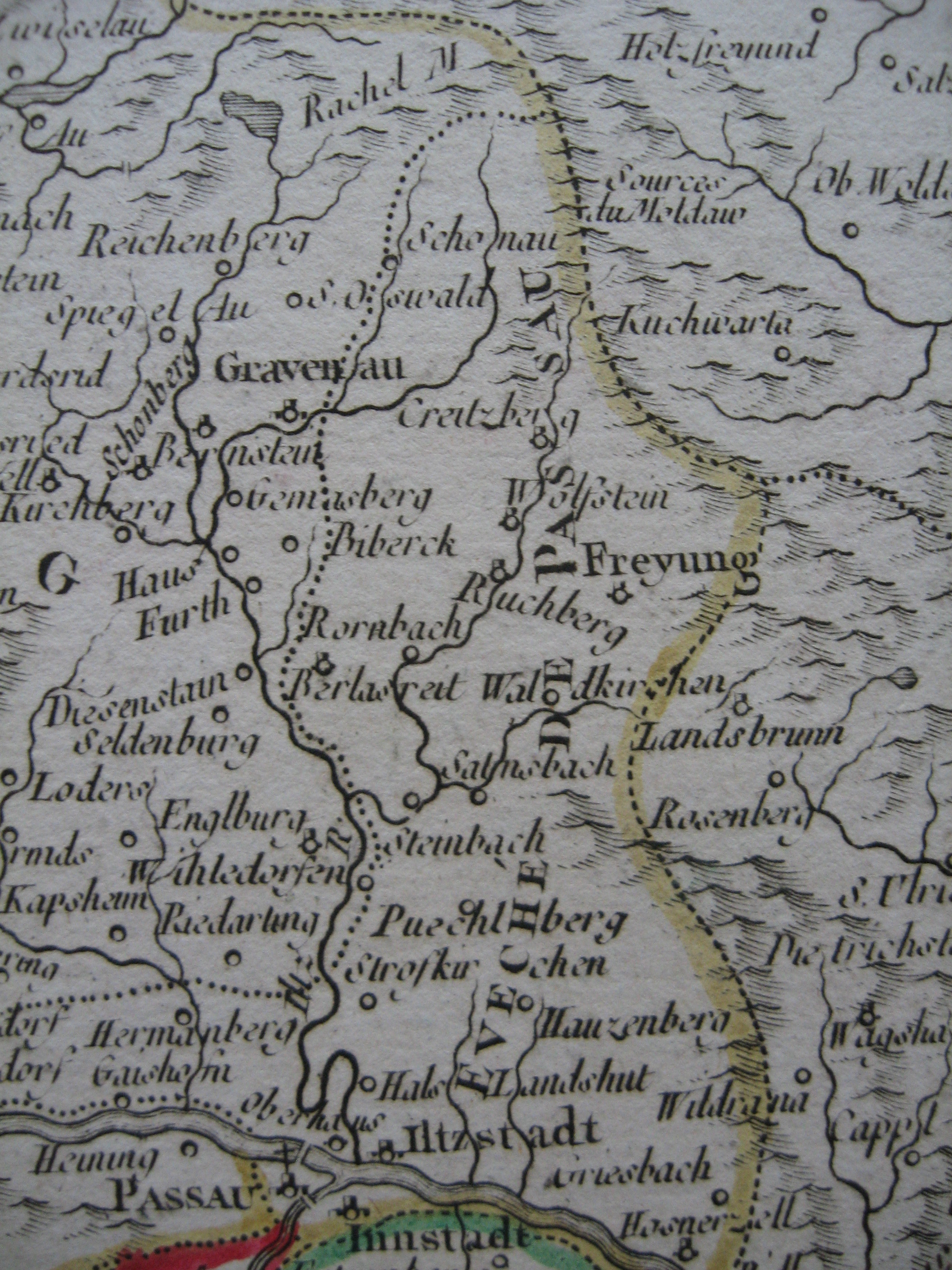
El principado-episcopal de Passau, circa 1760. Era mucho más pequeño que la diócesis del mismo nombre

Passau puede considerarse heredera de la diócesis de Lauriaco (Laureacum, Lorch en alemán), bastión romano situado en la confluencia del Inn y el Danubio, donde el cristianismo se difundió en el siglo III y que seguramente tuvo un obispo a partir del siglo IV. Durante las grandes migraciones del este, el cristianismo en el Danubio fue completamente destruido, y la población celta y romana fue aniquilada o esclavizada. 
En la región entre el río Lech y el Enns, los nómadas baiuvarii se convirtieron al cristianismo en el séptimo siglo, mientras los avari, al este, permanecieron siendo paganos. La presencia cristiana se reanudó recién en el siglo VII con la conversión de los bávaros. La organización eclesiástica de Baviera fue creada por Bonifacio, quién, con el apoyo del duque Odilo o al menos, promulgando un diseño más temprano del duque, erigió las cuatro sedes de Frisinga, Ratisbona, Passau, y Salzburgo. De esta forma, la diócesis de Passau fue erigida en 737 o 739 por Bonifacio, quien confirmó como obispo de Passau a Vivilo, o Vivolus. Había sido ordenado por el papa Gregorio III y fue por largo tiempo el único obispo de Baviera. Vivilo residió permanentemente en Passau, en el sitio de la colonia romana vieja de Batavis. Allí había una iglesia, el fundador de la cual no es conocido, dedicada a san Esteban. Con el obispo Vivilo la diócesis anexionó a la antigua Lorch, que había devenido en un sitio pequeño y sin importancia. Por la generosidad del duque, una catedral fue prontamente levantada cerca la iglesia de San Esteban, y allí el obispo vivió en común con su clero.
Las fronteras de la diócesis se extendieron hacia el oeste del río Isar, y hacia el este al Enns. En asuntos eclesiásticos Passau era probablemente, desde el principio, sufragánea de la arquidiócesis de Salzburgo. A través del favor de los duques Odilo y Tassilo, el obispado recibió muchos regalos, y varios monasterios surgieron —p. ej. Abadía de Niederaltaich, Abadía de Niedernburg, Abadía de Mattsee, Abadía de Kremsmünster— los cuales eran ricamente dotados. Bajo el obispo Waltreich (774-804), después de la conquista de los avari, quién había asistido el duque rebelde Tassilo, el distrito entre el Enns y el río Raab fue añadido a la diócesis, la cual así incluyó la parte oriental entera (Ostmark) del sur de Baviera y parte de lo que es hoy Hungría, incluso de Eslovaquia. Los primeros misioneros entre los paganos húngaros salieron de Passau y en 866 la Iglesia envió misioneros a Bulgaria.
A principios de la Querella de las investiduras, san Altmann ocupaba la sede (1065-1091) y era uno de los pocos obispos alemanes que se adhirió al papa Gregorio VII. Reginmar (1121-1138), Reginbert, conde de Hegenau (1136-1147) quién participó en la cruzada de Conrado III, y Conrado de Austria (1149-1164), un hermano del obispo Otón de Frisinga, estaban muy interesados en la fundación de monasterios nuevos y la reforma para aquellos ya existentes. El obispo Diepold de Berg fue a la Tercera Cruzada, acompañado por el decano de la catedral, Tageno, cuyo diario es históricamente valioso.
Ulrich, conde de Andechs (1215-1221), fue formalmente reconocido como príncipe del Imperio en el Reichstag de Núremberg en 1217. La reforma que estuvo empezada por Gebhard von Plaien (1221-1232) y Rüdiger von Rodeck (1233-1250) encontró un promotor celoso en Otto von Lonsdorf (1254-1265), uno de los obispos más grandes de Passau. Tomó estrictas medidas contra la relajación de los monasterios, introdujo a franciscanos y dominicos a su diócesis, promovió las artes y ciencias, y recogió los viejos documentos que habían sobrevivido las tormentas de los periodos precedentes, de modo que a él se debe casi todo el actual conocimiento de la historia temprana de Passau.
Bajo Bernhard de Brambach (1285-1313) empezó las luchas de Passau para devenir en una ciudad imperial libre. Después de una revuelta en mayo de 1298, el obispo concedió a los ciudadanos, en la ordenanza municipal de 1299, privilegios en conformidad (Carta Bernhardine). La catedral había sido quemada en 1281, por lo que construyó una catedral nueva qué duró hasta 1662. La Muerte Negra visitó el obispado bajo Gottfried II von Weitzenbeck (1342-1362). George I von Hohenlohe (1388-1421), quién, después de que 1418, era canciller imperial, se opuso enérgicamente a los husitas. Durante el tiempo de Ulrich III von Nussdorf (1451-1479) la diócesis padeció su primera gran escisión por la formación de la diócesis de Viena (hoy arquidiócesis) el 18 de enero de 1469 por el papa Pablo II mediante la bula In supremae dignitatis specula.
La Reforma protestante fue mantenida fuera de toda la parte bávara de la diócesis, excepto el condado de Ortenburg, por los esfuerzos del príncipe Ernesto de Baviera quién, aun así nunca fue consagrado, pero gobernó la diócesis de 1517 a 1541. Bajo el obispo Wolfgang, la Paz de Passau fue concluida en el verano de 1552. El último príncipe-obispo bávaro fue Urbano, quién en sus luchas durante la Reforma recibió de Alberto V ayuda sustancial para la parte austriaca de la diócesis y, después de 1576, del emperador Rodolfo II. Todos los sucesores de Urbano fueron austríacos. 
El obispo-príncipe Wenzelaus von Thun (1664-1673) empezó la catedral nueva que fue completada treinta años más tarde por su sucesor el cardenal John Philip von Lamberg. El cardenal-príncipe y su sobrino, también cardenal-príncipe Joseph Dominicus von Lamberg, algunos años más tarde sucesor de su tío (1723-1762), devinieron cardenales. 
El 1 de junio de 1728, Passau, que durante mucho tiempo había aspirado al rango de sede arzobispal, en virtud del breve Arcano divinae providentiae del papa Benedicto XIII, tuvo el privilegio de exención de la sede metropolitana de Salzburgo y quedó inmediatamente sujeta a la Santa Sede.
En 1729 y en 1784 cedió territorios a la arquidiócesis de Viena. 
Leopold Ernst, conde de Firmian (1763-1783), cardenal creado en 1772, estableció un instituto de teología en Passau y, después de la supresión de la Compañía de Jesús, fundó un Lyceum. Bajo Joseph, Conde de Auersperg (1783-1795), el emperador José II sacó (aprobado por el papa Pío VI el 28 de enero de 1785) dos tercios de la diócesis para formar las diócesis de Linz (mediante la bula Romanus Pontifex), Sankt Pölten (mediante la bula Inter plurimas). y para ampliar por última vez la arquidiócesis de Viena. La diócesis de Leoben (hoy suprimida) fue erigida por el arzobispo de Salzsburgo el 29 de abril de 1786 con facultades otorgadas por el papa Pío VI el 17 de marzo de 1786.
El último príncipe-obispo, Leopold von Thun (1796-1826), vio la secularización del viejo obispado en 1803; la ciudad de Passau y las temporalidades en la ribera izquierda del río Eno y la ribera derecha del río Ilz fue a Baviera, mientras el territorio en las riberas izquierda del Danubio y del Ilz fue al Gran Ducado de Toscana y después a Austria. El 22 de febrero de 1803, cuando los bávaros marcharon a Passau, el príncipe-obispo se retiró a sus propiedades en Bohemia, y nunca regresó a su residencia anterior.
Por el Concordato bávaro de 1817 a la diócesis se le dieron fronteras nuevas. Después de la muerte del último príncipe-obispo, la excepción del poder metropolitano cesó y la diócesis devino sufragánea de arquidiócesis de Múnich y Frisinga en 1821.
Durante la primera mitad del siglo XX la diócesis experimentó pequeños cambios territoriales. El 29 de diciembre de 1910 se modificaron los límites de las parroquias de Schönau y Neuhofen, en la diócesis de Passau, y de Falkenberg, en la diócesis de Ratisbona por decreto de la Congregación Consistorial. El 6 de abril de 1922, mediante el decreto Cum Reverendissimus, la parroquia de Neuhofen se amplió, adquiriendo algunas localidades que pertenecían a la parroquia de Hebertsfelden, también en la diócesis de Ratisbona. El 31 de diciembre de 1927, mediante el decreto Sigismundus, una localidad de la parroquia de Kay, de la arquidiócesis de Múnich y Frisinga, fue cedida a la parroquia de Tyrlaching, en la diócesis de Passau. El 9 de abril de 1938 se cambiaron los límites de las parroquias de Winhöring y Heiligkreuz en la diócesis de Passau y Erharting, Trostberg y Lindach en la arquidiócesis de Múnich y Frisinga, con un intercambio de territorios entre las dos diócesis mediante los decretos In vico y Fideles praedii.
El papa Benedicto XVI nació y fue bautizado el Sábado Santo, 16 de abril de 1927, en Marktl am Inn, localizada dentro de la diócesis de Passau.

## Estadísticas
Según el Anuario Pontificio 2024 la diócesis tenía a fines de 2023 un total de 469 400 fieles bautizados.
| Año                                                                             | Población            | Población | Población      | Sacerdotes | Sacerdotes    | Sacerdotes    | Bautizados por sacerdote | Diáconos permanentes | Religiosos | Religiosos | Parroquias |
| Año                                                                             | Bautizados católicos | Total     | % de católicos | Total      | Clero secular | Clero regular | Bautizados por sacerdote | Diáconos permanentes | Varones    | Mujeres    | Parroquias |
| ------------------------------------------------------------------------------- | -------------------- | --------- | -------------- | ---------- | ------------- | ------------- | ------------------------ | -------------------- | ---------- | ---------- | ---------- |
| 1950                                                                            | 500 623              | 560 830   | 89.3           | 735        | 580           | 155           | 681                      |                      | 386        | 2137       | 293        |
| 1970                                                                            | 517 264              | 551 337   | 93.8           | 471        | 287           | 184           | 1098                     |                      | 327        | 1841       | 283        |
| 1980                                                                            | 530 135              | 571 550   | 92.8           | 615        | 432           | 183           | 862                      |                      | 282        | 1564       | 286        |
| 1990                                                                            | 529 136              | 570 000   | 92.8           | 493        | 357           | 136           | 1073                     | 3                    | 269        | 1210       | 286        |
| 1999                                                                            | 541 780              | 585 422   | 92.5           | 470        | 318           | 152           | 1152                     | 8                    | 194        | 931        | 286        |
| 2000                                                                            | 540 567              | 588 372   | 91.9           | 458        | 314           | 144           | 1180                     | 11                   | 182        | 875        | 286        |
| 2001                                                                            | 519 861              | 589 990   | 88.1           | 445        | 309           | 136           | 1168                     | 13                   | 171        | 799        | 286        |
| 2002                                                                            | 519 721              | 588 872   | 88.3           | 435        | 303           | 132           | 1194                     | 15                   | 163        | 748        | 286        |
| 2003                                                                            | 517 476              | 592 331   | 87.4           | 430        | 302           | 128           | 1203                     | 15                   | 157        | 724        | 286        |
| 2004                                                                            | 515 852              | 591 205   | 87.3           | 402        | 291           | 111           | 1283                     | 17                   | 138        | 684        | 286        |
| 2013                                                                            | 483 650              | 544 220   | 88.9           | 401        | 309           | 92            | 1206                     | 37                   | 121        | 443        | 285        |
| 2016                                                                            | 473 784              | 610 000   | 77.7           | 389        | 284           | 105           | 1217                     | 40                   | 154        | 401        | 285        |
| 2019                                                                            | 462 788              | 625 000   | 74.0           | 377        | 289           | 88            | 1227                     | 42                   | 117        | 312        | 285        |
| 2021                                                                            | 466 750              | 630 353   | 74.0           | 340        | 275           | 65            | 1372                     | 46                   | 91         | 276        | 285        |
| 2023                                                                            | 469 400              | 633 895   | 74.1           | 327        | 260           | 67            | 1435                     | 46                   | 91         | 267        | 285        |
| Fuente: Catholic-Hierarchy, que a su vez toma los datos del Anuario Pontificio. |                      |           |                |            |               |               |                          |                      |            |            |            |

## Episcopologio

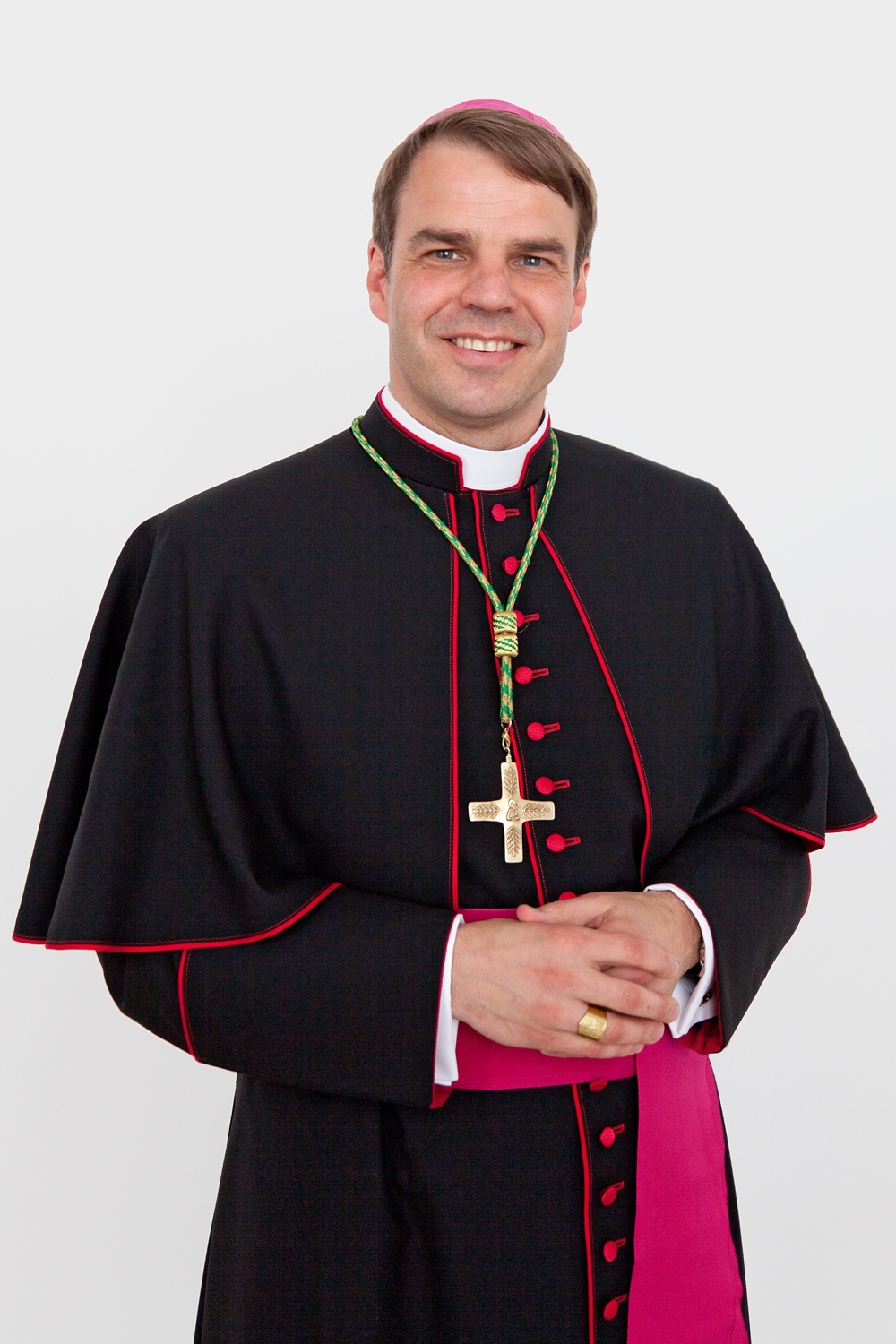
Stefan Oster, obispo de Passau desde 2014

- San Valentín de Rezia † (?-475 falleció) (obispo de Lorch)
- Vivilo † (723-20 de febrero de 745 falleció)
- Beato † (745-748)
- Sidonio † (749-756)
- Antelmo † (756-20 de marzo de 765 falleció)
- Wisurico † (765-30 de abril de 774 falleció)
- Waldrico † (14 de agosto de 774-17 de septiembre de 804 falleció)
- Urolfo † (804-806)
- Hatto † (806-16 de diciembre de 817 falleció)
- Reginardo † (818-6 de noviembre de 838 falleció)
- Hartwig † (840-18 de mayo de 866 falleció)
- Ermanrico † (866-13 de enero de 874 falleció)
- Engelmaro † (874-31 de diciembre de 897 falleció)
- Vichingo † (898-899 depuesto)
- Riccardo † (899-16 de septiembre de 903 falleció)
- Burcardo † (903-915)
- Gumpoldo † (915-octubre de 931 falleció)
- Gerardo † (931-enero de 946 falleció)
- Adalberto † (946-15 de junio de 970 falleció)
- Pellegrino † (971-12 de junio de 991 falleció)
- Cristiano † (991-septiembre u octubre de 1013 falleció)
- Berengario † (1013-14 de julio de 1045 falleció)
- Egilberto o Engelberto † (1045-17 de mayo de 1065 falleció)
- San Altmann † (1065-8 de agosto de 1091 falleció)
  - Ermanno de Eppenstein † (1085-1087 falleció) (antiobispo)
  - Thiemo † (1087-1105 falleció) (antiobispo)
- Ulderico o Ulrico † (16 de mayo de 1092-7 de agosto de 1121 falleció)
- Reginmaro † (1121-30 de septiembre de 1138 falleció)
- Reginberto de Hagenau † (1138-10 de noviembre de 1147 falleció)
- Corrado de Babenberg † (1148-29 de junio de 1164 nombrado arzobispo de Salzburgo)
  - Roberto (Ruperto) † (1164-5 de noviembre de 1165 falleció) (obispo electo)
  - Albo(no) † (1166) (obispo electo)
- Enrico de Berg † (4 de agosto de 1169-1172 renunció)
- Diepoldo o Teobaldo de Berg † (4 de septiembre de 1172-3 de noviembre de 1190 falleció)
- Wolfger de Erla † (11 de marzo de 1191-24 de junio de 1204 nombrado patriarca de Aquilea)
- Poppo † (15 de octubre de 1204-26 de diciembre de 1205 falleció)
- Manegoldo de Berg † (1206-9 de junio de 1215 falleció)
- Ulrico de Andechs-Diessen † (1215-31 de octubre de 1221 falleció)
- Gebardo de Plain † (31 de octubre de 1222-10 de octubre de 1232 renunció)
- Rudigero de Bergheim † (27 de junio de 1233-20 de marzo de 1250 depuesto)
  - Corrado de Slesia † (1250 renunció) (obispo electo)
- Bertoldo de Pietengau † (2 de octubre de 1250-10 de abril de 1254 falleció)
- Ottone de Lonsdorf † (1254-9 de abril de 1265 falleció)
- Pietro de Passau † (24 de noviembre de 1265-1 de mayo de 1280 falleció)
- Wicardo de Pohlheim † (21 de agosto de 1280-23 de noviembre de 1282 falleció)
- Goffredo † (10 de febrero de 1283-26 de abril de 1285 falleció)
- Bernardo de Prambach † (mayo de 1285-27 de julio de 1313 falleció)
  - Alberto d'Asburgo † (1313) (obispo electo)
  - Gebard † (1313-3 de agosto de 1315 falleció) (obispo electo)
  - Enrico de la Tour-du-Pin † (3 de junio de 1317-4 de mayo de 1319 nombrado obispo de Metz) (obispo electo)
- Alberto de Sajonia-Wittenberg † (14 de junio de 1320-19 de mayo de 1342 falleció)
- Goffredo de Weißeneck † (26 de enero de 1344-15 de septiembre de 1362 falleció)
- Alberto de Winkel † (29 de enero de 1364-de abril de 1380 falleció)
- Giovanni de Scharffenberg † (abril de 1381-3 de febrero de 1387 falleció)
  - Ermanno Digni † (1387) (obispo electo)
- Ruprecht von Berg † (11 de mayo de 1387-9 de noviembre de 1389 nombrado obispo de Paderborn)
- Georg von Hohenlohe † (18 de junio de 1389-8 de agosto de 1423 falleció)
- Leonardo de Laiming † (10 de enero de 1424-24 de junio de 1451 falleció)
- Ulrich von Nußdorf † (4 de noviembre de 1454-2 de septiembre de 1479 falleció)
- Georg Hesler † (28 de enero de 1480-21 de septiembre de 1482 falleció)
- Friedrich Mauerkircher † (4 de noviembre de 1482-22 de noviembre de 1485 falleció)
- Friedrich von Öttingen † (15 de febrero de 1486-3 de marzo de 1490 falleció)
- Christoph von Schachner † (26 de junio de 1490-3 de enero de 1500 falleció)
- Wiguleus Fröschl von Marzoll † (29 de abril de 1500-6 de noviembre de 1517 falleció)
  - Ernesto de Baviera † (6 de noviembre de 1517 por sucesión-21 de mayo de 1540 nombrado arzobispo de Salzburgo) (administrador apostólico)
- Wolfgang von Salm † (18 de febrero de 1541-5 de diciembre de 1555 falleció)
- Wolfgang von Closen † (12 de junio de 1553-7 de agosto de 1561 falleció)
- Urban von Trennbach † (19 de noviembre de 1561-9 de agosto de 1598 falleció)
- Leopoldo V d'Asburgo † (9 de agosto de 1598 por sucesión-8 noviembre/20 de diciembre de 1625 renunció)
- Leopoldo Guillermo de Austria † (1 de febrero de 1626-21 de noviembre de 1662 falleció)
- Carlos José de Ausburgo † (21 de noviembre de 1662 por sucesión-27 de enero de 1664 falleció)
- Wenzeslaus von Thun † (12 de enero de 1665-6 de enero de 1673 falleció)
- Sebastian von Pötting-Persing † (25 de septiembre de 1673-16 de marzo de 1689 falleció)
- Johann Philipp von Lamberg † (11 de enero de 1690-20 de octubre de 1712 falleció)
- Raymund Ferdinand von Rabatta † (18 de septiembre de 1713-26 de octubre de 1722 falleció)
- Joseph Dominikus von Lamberg † (15 de marzo de 1723-30 de agosto de 1761 falleció)
- Joseph Maria von Thun-Hohenstein † (29 de marzo de 1762-15 de junio de 1763 falleció)
- Leopold Ernst von Firmian † (26 de septiembre de 1763-13 de marzo de 1783 falleció)
- Joseph Franz Anton von Auersperg † (25 de junio de 1784-21 de agosto de 1795 falleció)
- Thomas Johann Kaspar von Thun und Hohenstein † (18 de diciembre de 1795-7 de octubre de 1796 falleció)
- Leopold Leonhard Raymund von Thun und Hohenstein † (24 de julio de 1797-22 de octubre de 1826 falleció)
- Karl Joseph von Riccabona † (9 de abril de 1827-25 de mayo de 1839 falleció)
- Heinrich von Hofstätter † (23 de diciembre de 1839-12 de mayo de 1875 falleció)
- Josef Franz von Weckert † (28 de enero de 1876-13 de marzo de 1889 falleció)
- Antonius von Thoma † (27 de mayo de 1889-30 de diciembre de 1889 nombrado arzobispo de Múnich y Frisinga)
- Michael von Rampf † (30 de diciembre de 1889-29 de marzo de 1901 falleció)
- Anton von Henle † 18 de abril de 1901-6 de diciembre de 1906 nombrado obispo de Ratisbona)
- Sigismund Felix von Ow-Felldorf † (6 de diciembre de 1906-11 de mayo de 1936 falleció)
- Simon Konrad Landersdorfer, O.S.B. † (11 de septiembre de 1936-27 de octubre de 1968 renunció[nota 1])
- Antonius Hofmann † (27 de octubre de 1968 por sucesión-15 de octubre de 1984 retirado)
- Franz Xaver Eder † (15 de octubre de 1984 por sucesión-8 de enero de 2001 retirado)
- Wilhelm Schraml † (13 de diciembre de 2001-1 de octubre de 2012 retirado)
- Stefan Oster, S.D.B., desde el 4 de abril de 2014